# Die Taalkommissie
Die Taalkommissie (que en afrikaans vol dir La Comissió de la Llengua) és el regulador lingüístic de l'afrikaans. Va ser fundada l'any 1909 per la Suid-Afrikaanse Akademie vir Wetenskap en Kuns (Acadèmia sud-africana per la ciència i els arts).
Aquesta comissió és qui dicta l'ortografia oficial de l'afrikaans, la Afrikaanse Woordelys en Spelreëls.